# Divisioni amministrative di Riga
Le divisioni amministrative di Riga sono sei entità politiche: Distretto centrale, Kurzeme, Latgale, Distretto settentrionale, Vidzeme e Zemgale. Tre entità vennero istituite il 1º settembre 1941 ed altre tre nell'ottobre 1969. Non ci sono suddivisioni amministrative ufficiali di livello inferiore, ma l'Agenzia per lo Sviluppo della città sta lavorando su un piano che potrebbe dividere Riga in 58 distretti  I nomi attuali vennero confermati il 28 dicembre 1990.
| Entità                   | Area            | Popolazione |
| ------------------------ | --------------- | ----------- |
| Distretto centrale       | 3 km² (1,2 mi²) | 26.466      |
| Kurzeme                  | 79 km² (31 mi²) | 134.817     |
| Latgale                  | 50 km² (19 mi²) | 197.166     |
| Distretto settentrionale | 77 km² (30 mi²) | 81.972      |
| Vidzeme                  | 57 km² (22 mi²) | 173.124     |
| Zemgale                  | 41 km² (16 mi²) | 106.068     |

I tre distretti costituiti nel 1941 vennero chiamati Proletariato, Kirov e Mosca (Vidzeme, Distretto centrale e Latgale). Nell'ottobre 1969 fu il turno di Ottobre, Lenin e Leningrado (Distretto settentrionale, Zemgale e Kurzeme).
I nomi attuali vennero ufficializzati il 28 dicembre 1990 durante il Terzo Risveglio nazionale lettone.